# Natale Monferrato
Natale Monferrato (Venise, baptisé le 5 mai 1610 – Venise, 13 avril 1685) est un compositeur italien et maître de chapelle de la Cappella Marciana.

## Biographie
Natale Monferrato est fils de Giovanni et de Francischina, seconde épouse du père. La famille comprenait également Iseppo (né du premier lit), Innocente, Giacomo et Caterina. Destiné à une carrière ecclésiastique, il a été nommé novice au séminaire le 23 septembre 1623 et a reçu la première tonsure. Il a été ordonné prêtre le 23 septembre 1634 et il est entré au chapitre de l'église San Bartolomeo. 
On a peu de détails sur sa formation musicale. Il est possible qu'il ait appris les rudiments de son frère Innocente, organiste à Venise. Il est plus probable que durant les années de séminaire, il ait reçu une première formation.
Dans ce contexte, il est entré en contact avec Alessandro Grandi, qui - en plus du poste du vice maître de la chapelle ducale - a également été entre 1618 et 1626, professeur de musique du séminaire. Probablement, Monferrato fréquentait de manière étroite Claudio Monteverdi: entre 1631 et 1632 alors maître de la chapelle ducale, Monteverdi figure parmi les séminaristes, attendant d'être ordonné prêtre le 16 avril 1632. Pendant cette période, il est probable que Monferrato est venu en contact avec Giovanni Rovetta, vice-maître de la Cappella Marciana depuis 1626, développant une collaboration qui a profondément marqué sa carrière musicale.
Monferrato a suivi une formation pour le chant en 1638, puis à partir de 1647, il a été promu vice-maître par Rovetta. Pendant ce temps, en 1642 il a obtenu la direction du chœur de jeunes filles de l'Ospedale dei Mendicanti, poste qu'il conservera jusqu'à l'obtention de la direction de la Cappella Marciana. Pendant ces années ont été publiées ses premières compositions, purement de musique sacrée. À la mort de Rovetta (le 23 octobre 1668), il y a eu un concours pour nommer un successeur. C'est le premier organiste Francesco Cavalli qui a été nommé, tandis que Monferrato est resté vice-maître. La situation a changé, cependant, à la mort de Cavalli (1676), quand Monferrato a remporté le concours organisé par la Direction, battant d'une seule voix ses concurrents Pietro Andrea Ziani et Giovanni Legrenzi, qui ensuite, n'ont pas participé à la compétition pour le poste de vice-maître qui est revenu à Antonio Sartorio. Monferrato a restructuré la chapelle, donnant un nouvel élan à l'institution, en particulier en mettant l'accent sur les interprétations a cappella, en approuvant également l'installation d'un nouvel atelier d'impression spécialement engagé depuis sa prise de fonction, ce qui a permis ainsi la publication de la quasi-totalité de ses œuvres pour les liturgies de Saint-Marc.

## Œuvres
Le catalogue des compositions de Monferrato ne comprend que des œuvres de musique sacrée. Nous sont parvenues:
- Salmi concertati a cinque, sei, & otto voci, con violini & senza op. 1, 1647
- Salmi a otto voci, a due chori con li due tenori che concertano uno per choro op. 2, 1653
- Motetti concertati a due, e tre voci… Libro primo op. 3, 1655
- Motetti a voce sola… Libro primo op. 4, 1655
- Motetti a voce sola… Libro secondo op. 5, 1660
- Motetti a voce sola… Libro terzo op. 6, 1666
- Motetti concertati a due, e tre voci op. 7, 1669
- Salmi concertati a tre, quattro, cinque, sei, sette, & otto voci, con instromenti, & senza… Libro secondo op. 8, 1671
- Salmi brevi a otto voci a due chori op. 9., 1575
- Missae concertatae a 3. 4. et 5. vocibus senza violini et una a 5 vocibus cum 2 violinis et viola ad libitum op. 10, 1676 (originale disperso)
- Salmi concertati a due voci con violini op. 11, 1676
- Salmi a voce sola con violini op. 12, 1677
- delle Missae ad usum cappellarum quattuor & quinque vocibus concinendae op. 13, 1677
- Salmi concertati a tre, et quattro voci con violini, et senza op. 16, 1678
- Antiphonae, unica voce decantandae op. 17, 1678
- Motetti a due e tre voci… libro terzo op. 18, 1681
- Messe et Magnificat a quattro voci op. 19, 1681

## Éditions et enregistrements
- Édition: Alma redemptoris mater 1962 - 10 pages
- Édition: Natale Monferrato, Complete Masses, edited by Jonathan R. J. Drennan, Recent Researches in the Music of the Baroque Era, vol. 186 (Middleton, Wis.: A-R Editions, 2014)
- Enregistrements:
- Alma redemptoris mater; Psalm. Carolyn Watkinson, Gonzaga Band, Chandos Classics, 2011.
- Salve Regina, motets pour alto et continuo. Paulin Bündgen,  Ensemble Céladon, Ricercar, 2019.

## Source de la traduction
- (it) Cet article est partiellement ou en totalité issu de l’article de Wikipédia en italien intitulé « Natale Monferrato » (voir la liste des auteurs).